# Germaine Chénin-Moselly
Germaine Chénin, dite Germaine Chénin-Moselly, née le 27 janvier 1902 à Paris et morte le 30 août 1950 à Carling (Moselle), est une artiste peintre et graveuse française.

## Biographie
Germaine Chénin-Moselly, fille de l'écrivain Émile Moselly (pseudonyme d'Émile Chénin, 1870-1918), naît à Paris, en janvier 1902. Elle passe sa prime enfance à Orléans où son père est professeur de lettres. En 1911, la famille Chénin s’installe à Eaubonne (Seine-et-Oise, actuellement Val-d'Oise). Germaine est alors inscrite au lycée Racine à Paris.
De 1917 à 1922, elle s’initie à l’histoire de l’art ainsi qu’aux arts graphiques et plastiques à l’école Elisa Lemonnier à Paris. À partir de 1921, elle acquiert une certaine notoriété en publiant plusieurs de ses croquis dans Le Pays lorrain.
En 1923, la librairie Ollendorff l’emploie à illustrer une réédition de Joson Meunier, roman de son père, Émile Moselly. Elle illustrera également La Houle, de Moselly, aux éditions Bourrelier-Chimènes en 1931. 
De 1924 à 1930, Germaine expose son œuvre au Salon des artistes français à Paris, et à celui des Artistes indépendants en 1929 où elle montre deux paysages.
De 1928 à 1935, elle exerce le métier d’illustratrice de romans contemporains ou de rééditions : Les Malheurs de Sophie (Comtesse de Ségur), Les Quatre Fils Aymon (A_M Gossez et P. Lebesque), La Bouillie de la Comtesse Berthe (A. Dumas), Le château de Pictordu (G. Sand), Deux enfants pauvres (O. Optic), Les locataires du château de Bassignac (D. Aubert), Deux sœurs jumelles (J. Guy), La proie de Vénus (P. Dominique), David l'Imposteur (G. Eliot), Le tailleur de pierres de Saint-Point (A. de Lamartine), souvent en association avec la Librairie Gedalge.
En 1937, dans les Vosges au théâtre du Peuple de Bussang, où elle est employée en tant que décoratrice, elle rencontre Pierre Richard-Willm, acteur célèbre de l’époque.
De 1943 à 1949, elle participe à l’illustration de Guides de Haute Montagne avec des gravures spécifiques du massif du Mont-Blanc.
En 1950, Germaine succombe d'un cancer alors qu’elle était chez son frère François à Carling, en Moselle.
En 2006, ses archives (affaires personnelles du peintre, bois et linos gravés, lino-graphies et xylographies, peintures et dessins, livres illustrées par l'artiste...) ont été données au Musée d'Art et d'Histoire de Toul. Une seconde donation a été faite la même année à la mairie de Chaudeney-sur-Moselle comprenant des paysages imprimés sur papier dessin, un tableau Place de la mairie (de Chaudeney) exposé dans la salle de réception de la mairie, et des tableaux représentatifs de Chaudeney.

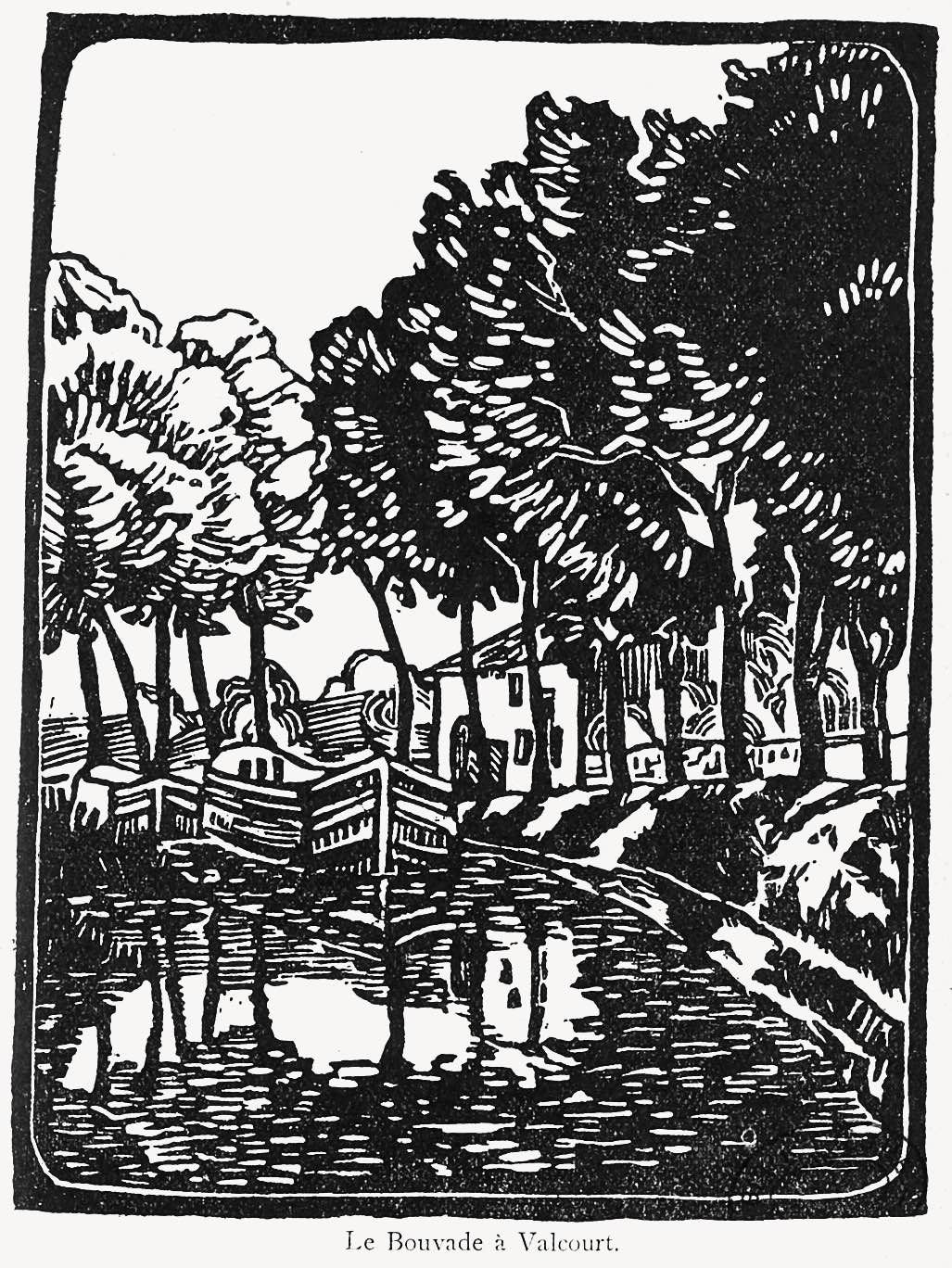
Illustration pour Joson Meunier Le Bouvade à Valcourt.
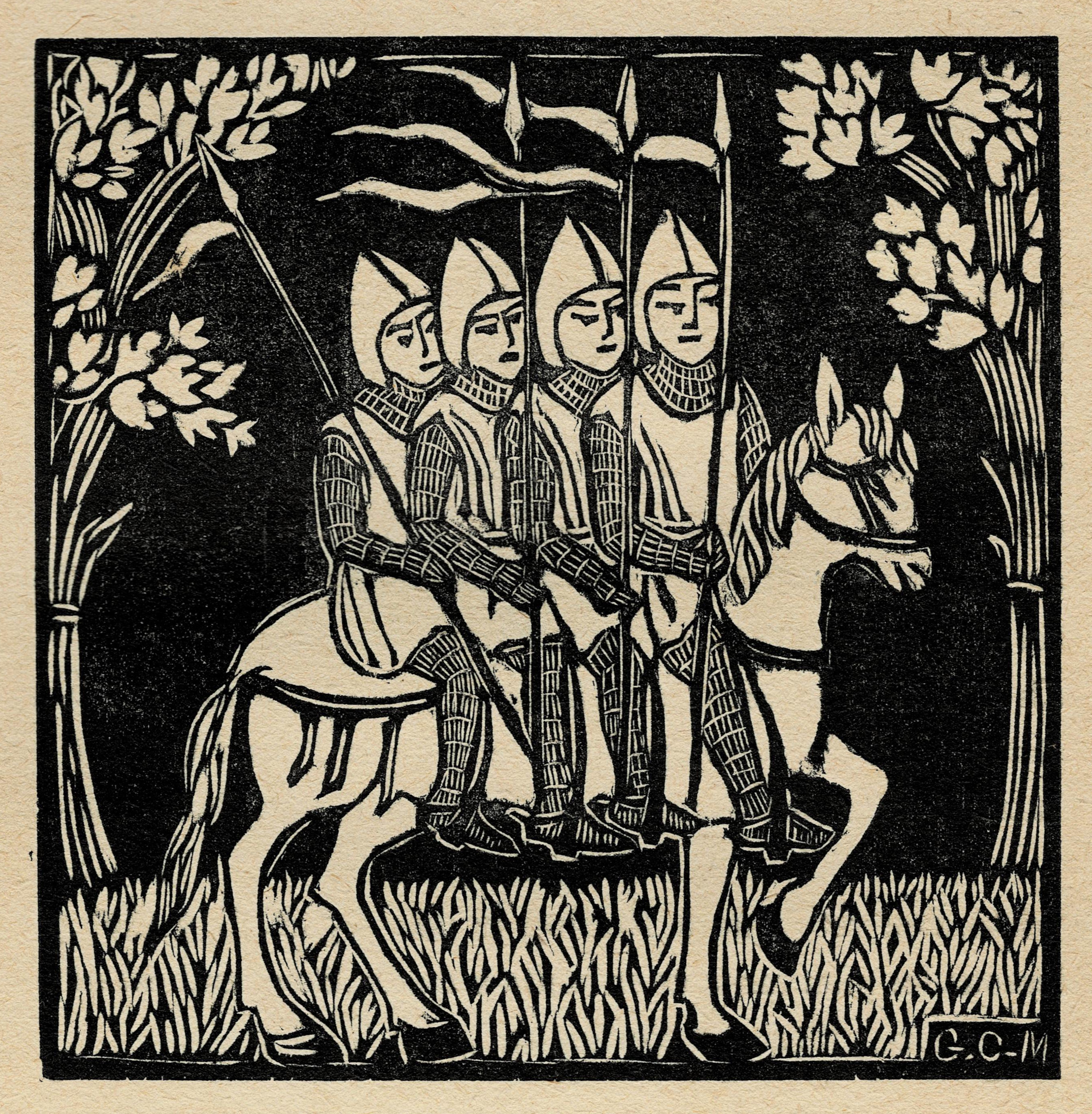
Bois gravé en 1929, pour Les Quatre Fils Aymon.